# Peter Bosz
Peter Bosz (* 21. listopad 1963 Apeldoorn) je bývalý nizozemský profesionální fotbalista, který hrával na pozici defensivního záložníka, a fotbalový trenér, který od léta 2023 vede nizozemský klub PSV Eindhoven. Mezi lety 1991 a 1995 odehrál také 8 utkání v dresu nizozemské reprezentace.
Mimo Nizozemsko působil jako hráč na klubové úrovni ve Francii, Německu a Japonsku.
Předtím, než byl v červnu 2023 jmenován manažerem PSV, zastával manažerské funkce v několika klubech včetně Ajaxu, Borussie Dortmund, Bayeru Leverkusen a Lyonu.

## Reprezentační kariéra
Peter Bosz odehrál 8 reprezentačních utkání. S nizozemskou reprezentací se zúčastnil Mistrovství Evropy 1992.

## Statistiky
| Nizozemsko | Nizozemsko | Nizozemsko |
| Roky       | Záp.       | Góly       |
| ---------- | ---------- | ---------- |
| 1991       | 1          | 0          |
| 1992       | 5          | 0          |
| 1993       | 0          | 0          |
| 1994       | 0          | 0          |
| 1995       | 2          | 0          |
| Celkem     | 8          | 0          |